# Боброво (Светловский городской округ)
Боброво — посёлок в Светловском городском округе Калининградской области.

## География
Посёлок Боброво расположен на западе области, на юго-западе Самбийского полуострова, на левом берегу малой реки под названием Граевка, в 24 км к западу от областного центра, города Калининграда.

## История

### Прежние названия
В прошлом немецкое название Коббельбуде (нем. Kobbelbude) употреблялось как для самого населённого пункта, так и для округа, в который входил ряд близлежащих, ныне не существующих поселений, таких как Эленскруг (нем. Elenskrug) и Неплекен (нем. Neplecken, затем Харьковское).

### Прусский период
Во времена Тевтонского ордена в Коббельбуде выращивали боевых лошадей для тяжёлой рыцарской конницы. Позже населенный пункт стал государственным фольварком, который в 1648 году купил губернатор Пиллау фон Подевильс. После возвращения в государственную собственность в населенном пункте размещалась резиденция главного лесничего лесного округа Коббельбуде.
Во времена существования Восточной Пруссии лесной округ Коббельбуде простирался до самой границы с Западной Пруссией и включал в себя Капорнскую (когда-то называемую лёгкими Кёнигсберга) и Блюдаускую пущи, а также лесные массивы в районе Лохштедта и на косе Фрише.

### Новейшая история
В годы Второй Мировой войны за населённый пункт шли бои между Красной армией и немецко-фашистскими войсками.
16 апреля 1945 года Коббельбуде был взят советскими войсками (39-я армия).
По итогам Второй Мировой войны Коббельбуде вкупе с северной частью Восточной Пруссии (ныне Калининградская область) был передан в состав СССР, в 1946 году переименован в Боброво.

## Население
| 2002 | 2010 |
| ---- | ---- |
| 27   | ↘20  |